# 29085 Сезанн
29085 Сезанн (29085 Sethanne) — астероїд головного поясу, відкритий 17 вересня 1979 року.
Тіссеранів параметр щодо Юпітера — 3,361.